# Kita-Akita
Kita-Akita (jap. 北秋田市 Kita-Akita-shi) – miasto w północnej Japonii, na wyspie Honsiu (Honshū). Znajduje się w prefekturze Akita, na północ od miasta Akita (nazwa miasta oznacza północne Akita, Akita-Północ). Ma powierzchnię 1 152,76 km². W 2020 r. mieszkało w nim 30 198 osób, w 11 727 gospodarstwach domowych  (w 2010 r. 36 387 osób, w 12 771 gospodarstwach domowych) .

## Historia
Miasto powstało z połączenia miasteczek (machi): Takanosu, Aikawa, Moriyoshi i Ani.

## Geografia
Miasto leży w środkowo-północnej części prefektury, zajmując powierzchnię 1 152,76 km². Położone jest nad rzekami Yoneshiro i Ani. W południowej części miasta wznosi się góra Moriyoshi, u której podnóży znajdują się lasy bukowe objęte ochroną przez park prefekturalny Moriyoshizan Kenritsu Shizen Kōen. Na północ od niego leży jezioro Taihei.

### Komunikacja
Przez miasto przebiegają linie kolejowe: Akita Nairiku-sen i Ōu-honsen. W centrum znajduje się stacja Takanosu. Pozostałe to: Maeyama i Nukazawa na linii Ōu oraz Nishi-Takanosu, Ogata, Onodai, Aikawa, Kamisugi, Yonaizawa, Katsurase, Animaeda, Maedaminami, Kobuchi, Aniai, Arase, Kayakusa, Okashinai, Iwanome, Hitachinai, Okuanai i Animatagi na linii Akita Nairiku.
W mieście znajduje się port lotniczy Odate-Noshiro Kūkō.
Główne drogi krajowe to: 7, 105, 285.

Kita-Akita w prefekturze Akita

## Demografia
| 1995   | 2000   | 2005   | 2010   | 2015   | 2020   |
| ------ | ------ | ------ | ------ | ------ | ------ |
| 44 794 | 42 050 | 40 049 | 36 387 | 33 224 | 30 198 |